# Time Stood Still (Bad English)
"Time Stood Still" is een nummer van de Brits-Amerikaanse supergroep Bad English. Het nummer verscheen op hun album Backlash uit 1991. Op 25 november van dat jaar werd het nummer in het Verenigd Koninkrijk, Ierland, de VS en Canada uitgebracht als de tweede en laatste single van het album. In januari 1992 volgde Europa.

## Achtergrond
"Time Stood Still" is geschreven door zanger John Waite, voormalig The Babys-basgitarist Ricky Phillips en Jesse Harms en is geproduceerd door Ron Nevison. Volgens Waite ontstond het na de aanstelling van Nevison als producer, die de band vertelde dat niet alle nummers die zij hadden geschreven geschikt waren om uit te brengen. De opnamen van het album werden drie weken stilgelegd om aan nieuwe nummers te werken. Waite en Phillips kwamen vervolgens terug met "Time Stood Still". Volgens Waite is het geïnspireerd door een strandwandeling, die fictioneel aanvoelde.
Ricky Phillips vertelde over het schrijfproces van "Time Stood Still": "Ik nam John mee naar Jesse [Harms] en hij had een nummer en het was eigenlijk niets voor ons. En om de boel een beetje te redden zei ik, kom op Jesse, heb je nog iets anders? En hij had de titel "Time Stood Still", en hij had een aantal akkoorden en ik pakte de gitaar en voor ik het wist, had John een microfoon en begon een verhaal te vertellen. Hij zei, 'we found a seaside bar high above the rocks' en toen kwam ik met 'you were drinking white wine and I was doing shots' en boem, het verhaal is net begonnen en dat was het beste van wat ik heb gedaan, omdat de rest puur John Waite is. Hij ging verder met het verhaal en ik kon niet wachten tot we het nummer af hadden, omdat ik wilde weten hoe het zou eindigen. En elke regel werd beter en beter. John heeft een unieke schrijfstijl en wanneer alles raak is, zoals op dat nummer, is het iets speciaals."
"Time Stood Still" werd enkel in het Nederlandse taalgebied een hit. 
In Nederland was de single op vrijdag 10 januari 1992 Veronica Alarmschijf op Radio 3 en werd een radiohit in de destijds twee landelijke hitlijsten op de nationale publieke popzender. De single behaalde de 7e positie in de Nederlandse Top 40 en de 19e positie in de Nationale Top 100,
In België bereikte de single de 28e positie in de voorloper van de Vlaamse Ultratop 50.. In de Vlaamse Radio 2 Top 30 en in Wallonië werd géén notering behaald.
Opvallend genoeg werd de single uitgebracht met "Bad English featuring John Waite" als uitvoerend artiest. Er werd geen videoclip bij de single gemaakt, aangezien de band op het moment van uitgave al uit elkaar was. In 1995 maakte Bert Heerink een Nederlandstalige cover van het nummer onder de titel "Doe wat je wil" voor een radio-en televisie reclame van Heineken.
In de sinds december 1999 jaarlijks uitgezonden NPO Radio 2 Top 2000 van de Nederlandse publieke radiozender NPO Radio 2 stond de plaat in 2007 en van 2009 t/m 2017 in de lijst genoteerd, met als hoogste notering een 1095e positie in 2007.

## Hitnoteringen

### Nederlandse Top 40
Veronica Alarmschijf Radio 3 10-01-1992.
| Hitnotering: 18-01-1992 t/m 29-02-1992 | Hitnotering: 18-01-1992 t/m 29-02-1992 | Hitnotering: 18-01-1992 t/m 29-02-1992 | Hitnotering: 18-01-1992 t/m 29-02-1992 | Hitnotering: 18-01-1992 t/m 29-02-1992 | Hitnotering: 18-01-1992 t/m 29-02-1992 | Hitnotering: 18-01-1992 t/m 29-02-1992 | Hitnotering: 18-01-1992 t/m 29-02-1992 | Hitnotering: 18-01-1992 t/m 29-02-1992 |
| Week                                   | 1                                      | 2                                      | 3                                      | 4                                      | 5                                      | 6                                      | 7                                      |                                        |
| -------------------------------------- | -------------------------------------- | -------------------------------------- | -------------------------------------- | -------------------------------------- | -------------------------------------- | -------------------------------------- | -------------------------------------- | -------------------------------------- |
| Positie                                | 24                                     | 13                                     | 8                                      | 7                                      | 9                                      | 16                                     | 30                                     | uit                                    |

### Nationale Top 100
| Hitnotering: 11-01-1992 t/m 14-03-1992 | Hitnotering: 11-01-1992 t/m 14-03-1992 | Hitnotering: 11-01-1992 t/m 14-03-1992 | Hitnotering: 11-01-1992 t/m 14-03-1992 | Hitnotering: 11-01-1992 t/m 14-03-1992 | Hitnotering: 11-01-1992 t/m 14-03-1992 | Hitnotering: 11-01-1992 t/m 14-03-1992 | Hitnotering: 11-01-1992 t/m 14-03-1992 | Hitnotering: 11-01-1992 t/m 14-03-1992 | Hitnotering: 11-01-1992 t/m 14-03-1992 | Hitnotering: 11-01-1992 t/m 14-03-1992 | Hitnotering: 11-01-1992 t/m 14-03-1992 |
| Week                                   | 1                                      | 2                                      | 3                                      | 4                                      | 5                                      | 6                                      | 7                                      | 8                                      | 9                                      | 10                                     |                                        |
| -------------------------------------- | -------------------------------------- | -------------------------------------- | -------------------------------------- | -------------------------------------- | -------------------------------------- | -------------------------------------- | -------------------------------------- | -------------------------------------- | -------------------------------------- | -------------------------------------- | -------------------------------------- |
| Positie                                | 67                                     | 41                                     | 26                                     | 22                                     | 19                                     | 37                                     | 48                                     | 58                                     | 74                                     | 97                                     | uit                                    |

### NPO Radio 2 Top 2000
| Nummer met noteringen in de NPO Radio 2 Top 2000 | '07  | '08 | '09  | '10  | '11  | '12  | '13  | '14  | '15  | '16  | '17  |
| ------------------------------------------------ | ---- | --- | ---- | ---- | ---- | ---- | ---- | ---- | ---- | ---- | ---- |
| Time Stood Still                                 | 1095 | -   | 1374 | 1314 | 1284 | 1501 | 1569 | 1405 | 1352 | 1237 | 1843 |

1. ↑  Een '-' betekent dat het nummer niet was genoteerd en een vetgedrukt getal geeft de hoogste notering aan.
2. ↑  2007 was het eerste jaar met een notering voor dit nummer.
3. ↑  Deze tabel is bijgewerkt tot en met de laatste editie (2024).